# Interkontinentální pohár 1991
Třicátý ročník Interkontinentálního poháru byl odehrán 8. prosince 1991 na Olympijském stadionu v Tokiu, kde se pravidelně hrál pravidelně již od roku 1980. Ve vzájemném zápase se střetli vítěz PMEZ v ročníku 1990/91 – FK Crvena zvezda a vítěz Poháru osvoboditelů v ročníku 1991 – Colo-Colo.

## Zápas
| 8. prosince 1991            |        |           |                                                        |
| FK Crvena zvezda            | 3 : 0  | Colo-Colo | Olympijský stadión, Tokio rozhodčí: Kurt Röthlisberger |
| Jugović 19', 58' Pančev 72' | Report |           | Olympijský stadión, Tokio rozhodčí: Kurt Röthlisberger |

| FK Crvena zvezda | Colo-Colo |

## Vítěz
| Interkontinentální pohár 1991 FK Crvena zvezda (1. vítězství) |